# Las Rakowiecki
Las Rakowiecki – niewielki kompleks leśny, jeden z lasów we Wrocławiu (las komunalny), położony we wschodniej części miasta. Jego granice wyznaczają: osiedle Rakowiec (od zachodu), osiedle Siedlec (od wschodu), ulica Międzyrzecka i rzeka Odra (od północy) oraz rzeka Oława i leżące za nią osiedle Wilczy Kąt (od południa).
W lesie, wzdłuż ścieżki prowadzącej od Kładki Siedleckiej do ulicy Międzyrzeckiej i dalej do Przystani Rancho, znajduje się szereg zniszczonych pozostałości poniemieckich fortyfikacji i bunkrów, głównie resztki stanowisk artylerii przeciwlotniczej z czasów II wojny światowej. To łącznie 14 obiektów, pochodzących najprawdopodobniej z 1944 roku. Stanowiska te składają się z betonowych podstaw na armaty przeciwlotnicze o kalibrze 88 mm. Są one otoczone częściowo zburzonym murem. Obok nich znajdują się także pozostałości fundamentów po różnych obiektach (w tym o pierścieniowatym kształcie, stanowiących prawdopodobnie pozostałości stanowisk po lżejszych działach).

## Rośliny
W drzewostanie lasu dominują klony (Acer). Jako gatunki domieszkowe występują: brzoza brodawkowata (Betula pendula), jesion wyniosły (Fraxinus excelsior) oraz topole (Populus). W podszycie znaleźć można natomiast pojedyncze okazy: czarnego bzu (Sambucus nigra), głogu (Crataegus) oraz kaliny koralowej (Viburnum opulus).